# Coroiești (gmina Bogdănița)
Coroiești – wieś w Rumunii, w okręgu Vaslui, w gminie Bogdănița. W 2011 roku liczyła 240 mieszkańców.